# Giuseppe Bazzeghin
Giuseppe Bazzeghin (Venezia, 15 febbraio 1897 – Venezia, 29 aprile 1945) è stato un calciatore italiano, di ruolo portiere.

## Biografia
Veneziano di nascita, esordisce nelle file della squadra della sua città per poi trasferirsi nelle file del Bologna nel ruolo di portiere in seconda dove disputa i campionati di Prima Divisione 1922-1923 e 1923-1924.
Dopo la parentesi bolognese ritorna nella squadra di Venezia. Conclusasi la parentesi sportiva trova lavoro come vigile urbano.
Muore il 29 Aprile 1945, quando a Venezia non era ancora avvenuta la definitiva Liberazione dal periodo Fascista. Asserragliato nel collegio di Sant'Elena assieme ad altri colleghi ed a pochi membri della X Mas trova la morte pagando con la vita la cieca ostinazione di chi s'era rifiutato di arrendersi e consegnare le armi alle truppe alleate.